# Grundtvigs Kirke

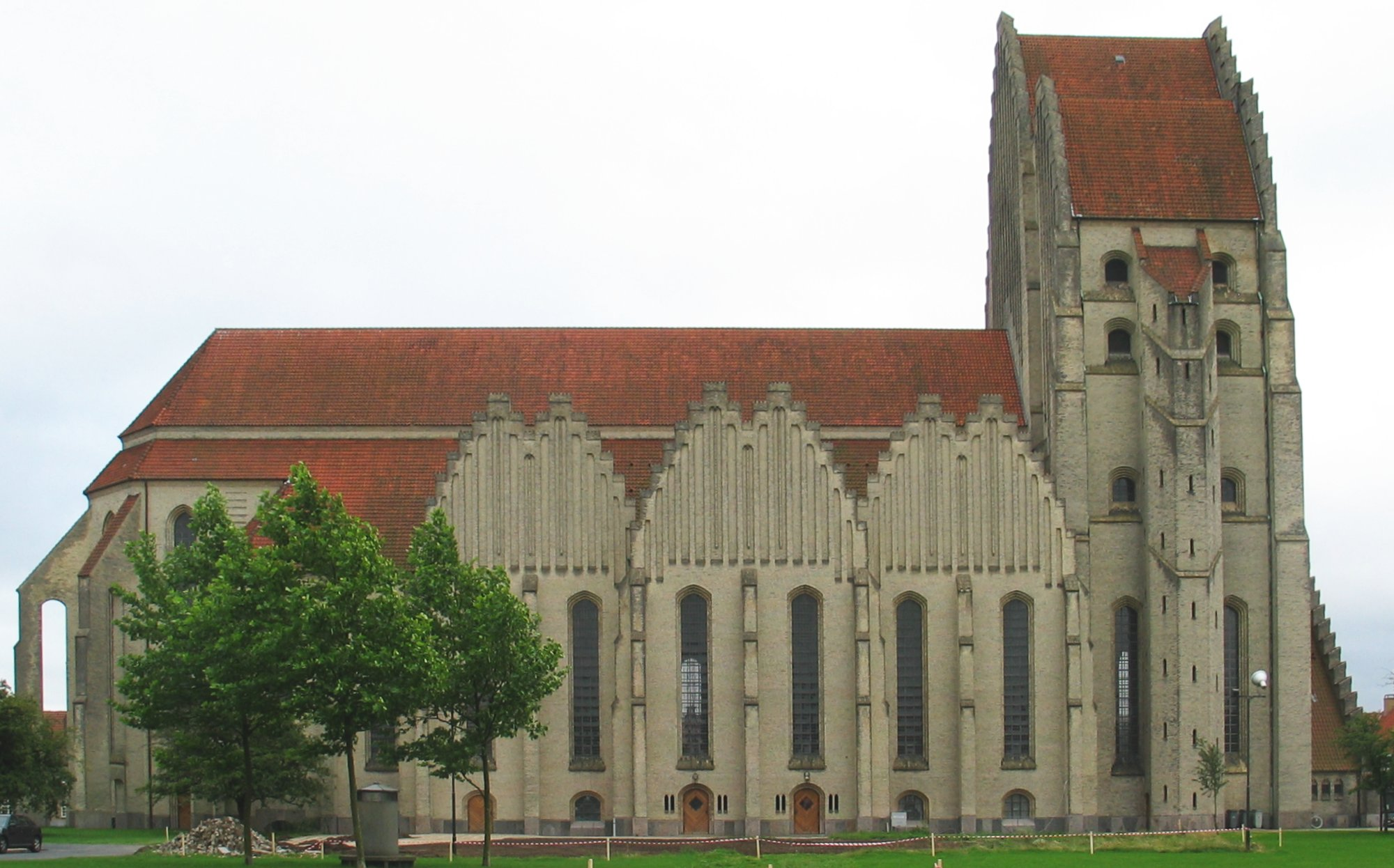
Grundtvigs Kirke sedd från norr.

Grundtvigs Kirke eller Grundtvigskirken är en kyrka i stadsdelen Bispebjerg i Köpenhamn, som byggdes till minne av prästen, diktaren och folkuppfostraren Nikolaj Frederik Severin Grundtvig.
Först genom två arkitekttävlingar 1912 och 1913 fick byggmästaren Peder Vilhelm Jensen Klint idén till den kyrka till minne av Grundtvig som skulle byggas med hjälp av insamlade medel.
Grundstenen i kyrkans sydvästra hörn lades på Grundtvigs födelsedag den 8 september 1921. Fem murare byggde tornet, som stod färdigt och invigdes den 11 december 1927. Detta kallades då Tårnkirken ("tornkyrkan") och användes som provisorisk kyrka under fullbordandet av resten av kyrkan. Kryptan och långhuset påbörjades våren 1928. Hela kyrkan invigdes den 8 september 1940, nitton år efter grundläggningen.
När P.V. Jensen Klint avled den 1 december 1930 tog hans son, arkitekt Kaare Klint över och avslutade bygget.
Kyrkan ligger mitt i ett bostadsområde som byggdes mellan åren 1924–1936. Husen, som har ritats av Jensen Klint, är byggda i gult tegel liksom kyrkan.

## Bilder på kyrkans exteriör

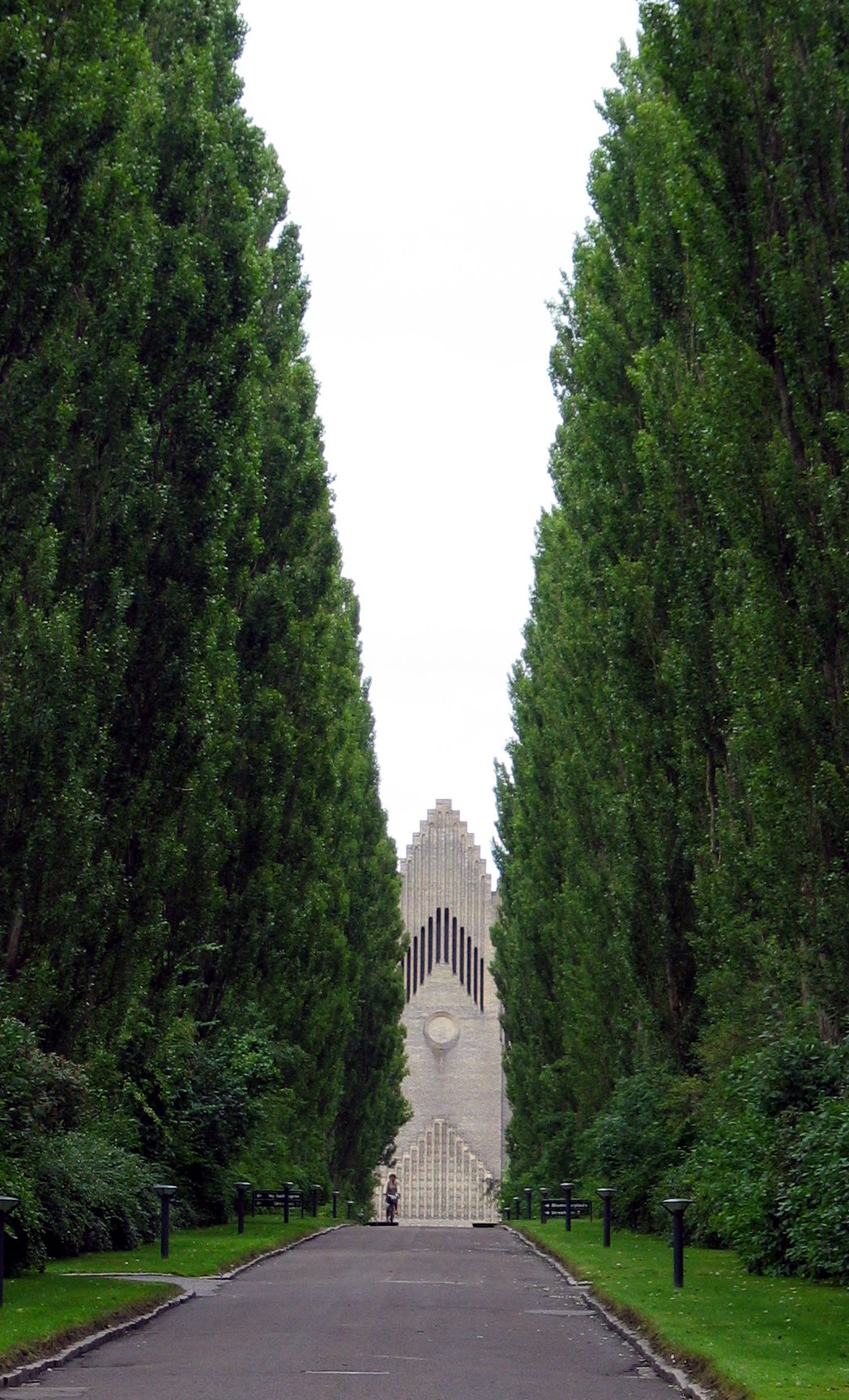
Grundtvigskirken från väster på avstånd.
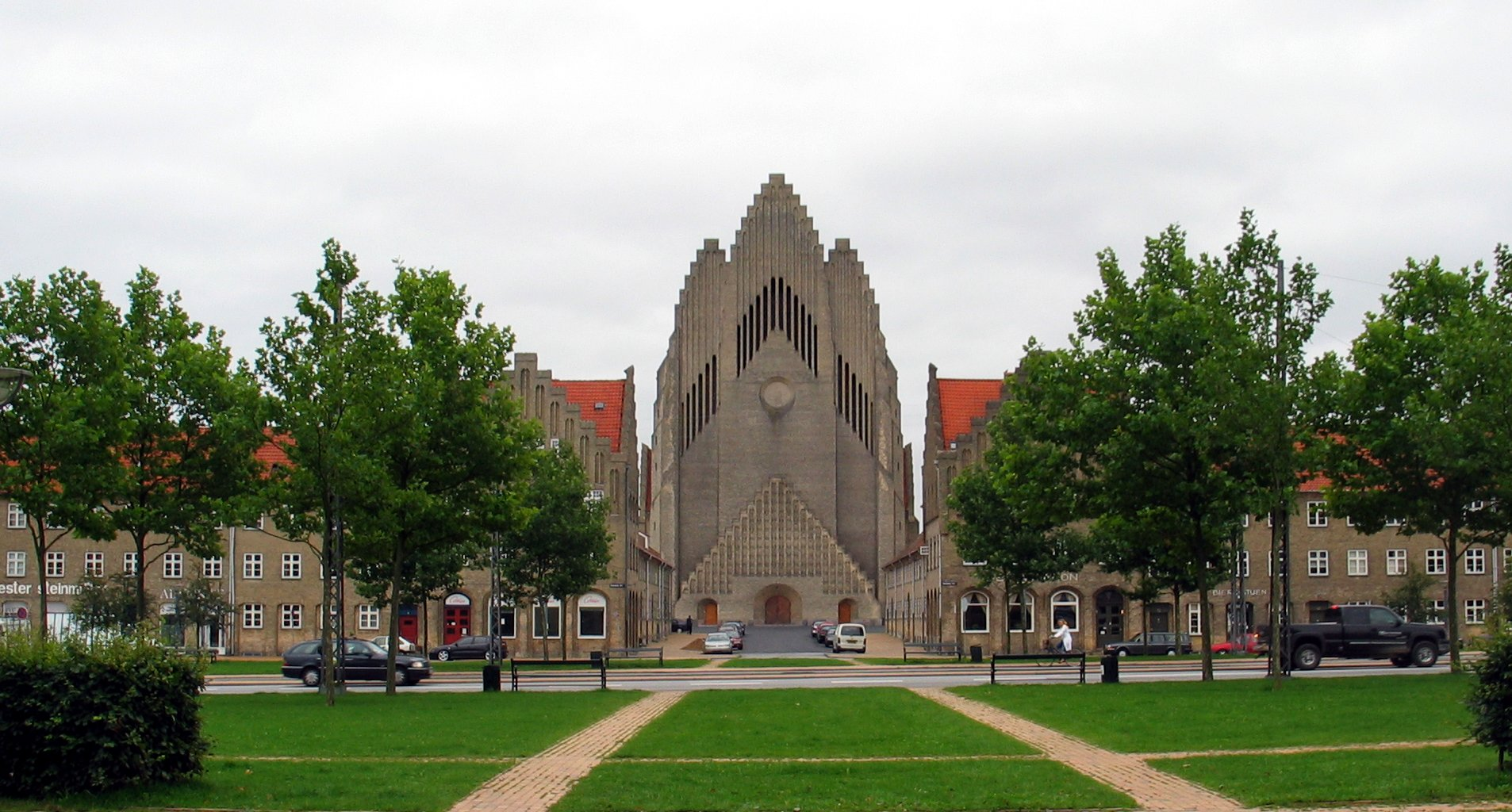
Kyrkan på närmare avstånd.
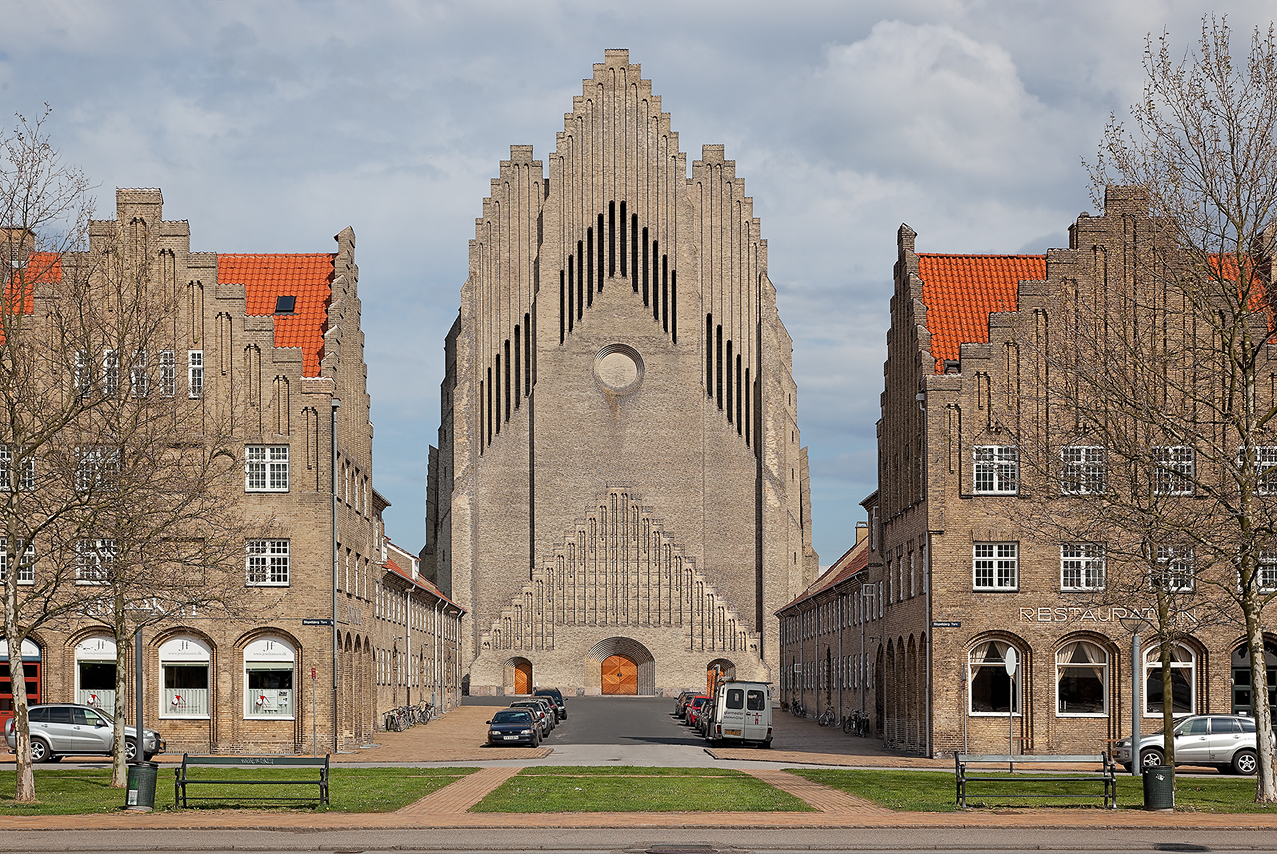
Västtornet på ännu närmare avstånd.
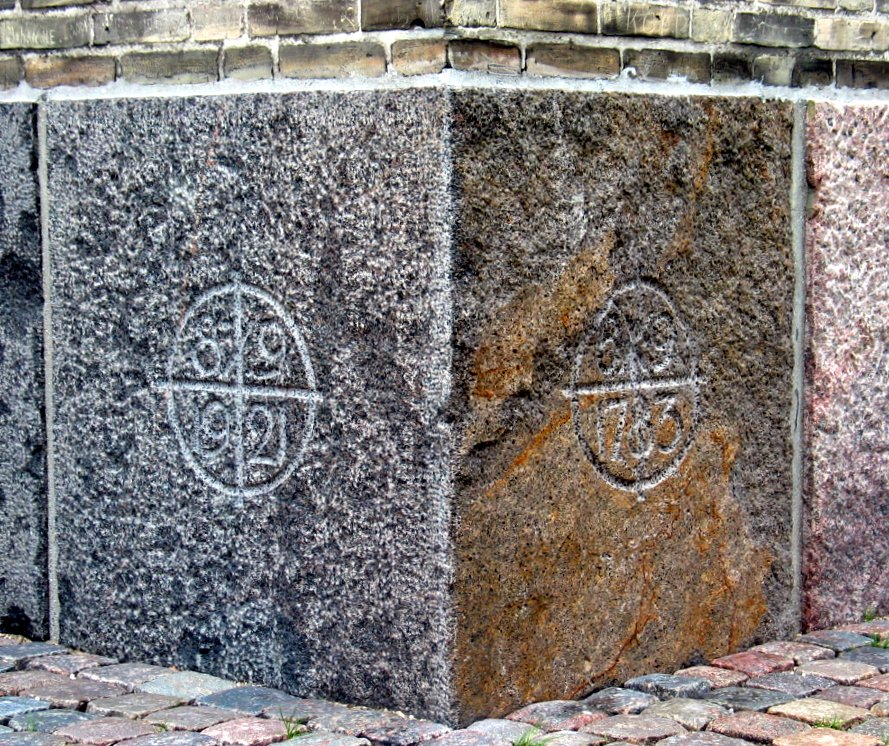
En av grundstenarna lagda då kyrkan uppfördes.

## Utformning och mått

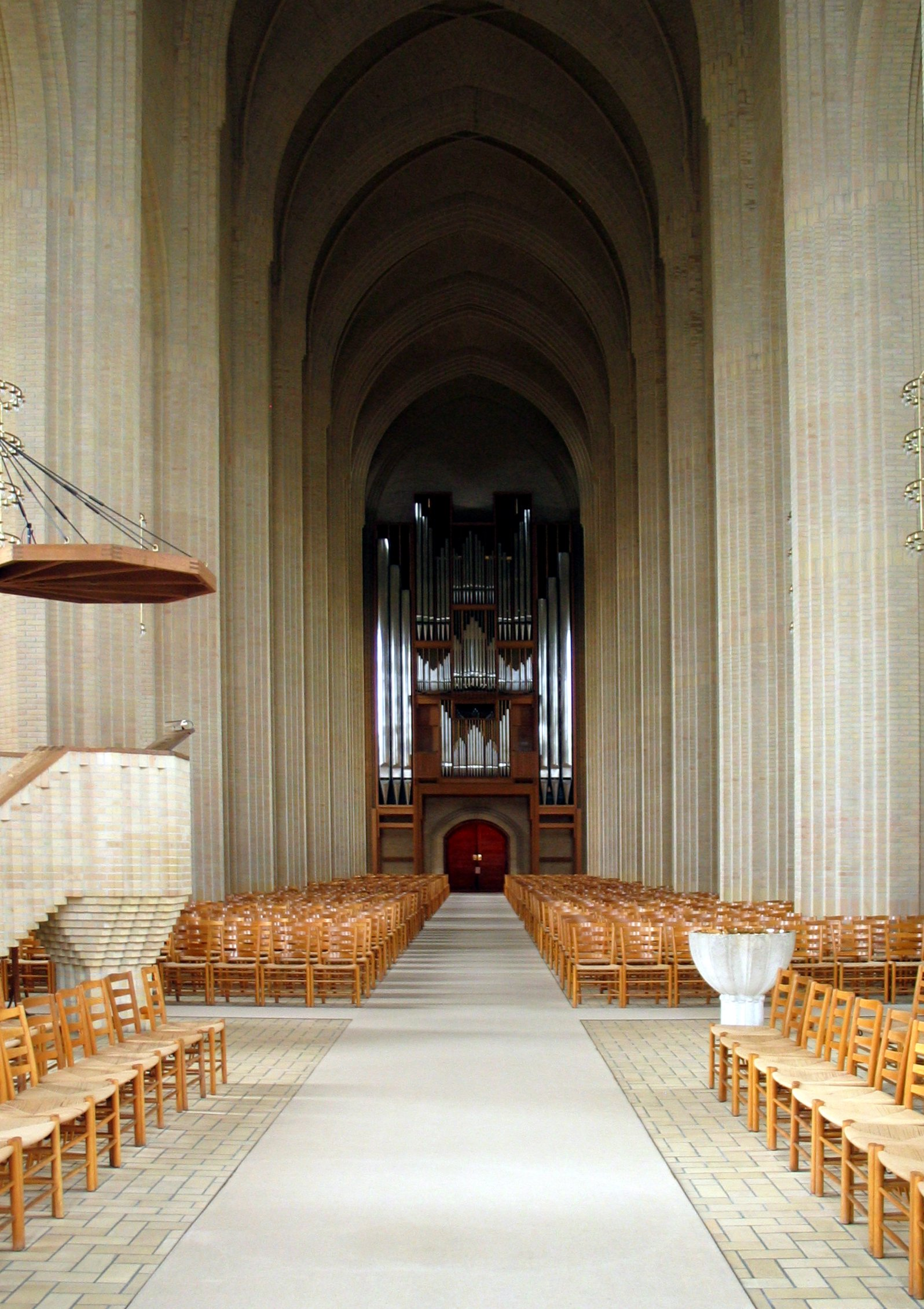
Kyrkan på insidan.

Kyrkans monumentala utformning har influenser från gotik och europeiska katedraler, samtidigt som den visar prov på typiska element från medeltida själländska landsbygdskyrkor. Måttförhållandena skulle kunna härledas till Platons metafysik, i så måtto att de "rätta måtten" avspeglar det gudomliga och sanna.
| Grundens höjd över havet         | 31 m      |
| Tornets höjd                     | 49 m      |
| Höjd till mittskeppets takrygg   | 30 m      |
| Total längd med vapenhus och kor | 76 m      |
| Sidskeppets bredd                | 35 m      |
| Mittskeppets valvs höjd          | 22 m      |
| Sidskeppens valv                 | 14 m      |
| Mittskeppets bredd               | 10 m      |
| Sidskeppens bredd                | 5,5 m     |
| Antal sittplatser                | 1 400 st. |

## Inspiration
Grundtvigs kirke har givit namn till ett berg i östra Grönland. Det 1 977 meter höga berget Grundtvigskirken har en mer än 1 000 meter hög lodrät vägg som påminner om kyrkan.
Hallgrimskirkja i Reykjavik på Island, som byggdes några få år efter Grudtvigs kirke, har en liknande utformning med både gotiska och moderna drag.